# Parcul Național Torres del Paine
 Parcul Național Torres del Paine, spaniolă Parque Nacional Torres del Paine (în traducere „Turnurile de la Paine”) este cel mai cunoscut parc național din Chile.

## Date geografice
Parcul este situat în sudul statului Chile, în Patagonia. El aparține de regiunea Región de Magallanes y de la Antártica Chilena fiind la 140 km nord de orașul Puerto Natales (19.000 loc.). La nord parcul se învecinează cu Argentina, la vest cu „ghețarul Grey” și lacul „Lago Grey”, la sud cu „Lago del Toro” și la est cu „Lago Sarmiento de Gamboa”. Parcul Național se întinde pe o suprafață de 2.420 km².  Pe teritoriul său se află munți cu altitudini de peste 3000 de m, ca și ghețari și fiorduri. Formațiunea „Torres del Paine“ este simbolul reprezentativ al parcului, acesta este un munte de granit situat central în parc, el are trei vârfuri aciculare cu o înălțime între  2600 și 2850 m. La sud de el se află lacul „ Lago Nordenskjöld,” denumit după geologul suedez Otto Nordenskjöld. „Paine Grande” (3050 m) este cel mai înalt pisc din parc.   Ghețarul cei mai cunoscut fiind „Ghețarul Grey” care a dat naștere lacului Lago Grey. Vara temperaturile medii din regiune oscilează în jur de 11 °C și iarna în jur de  1 °C.

## Istoric
In urmă cu 14.000 de ani s-a încheiat ultima perioadă de glaciațiune în Patagonia, de aici începând are loc retragerea treptată a ghețarilor. După retragerea lor regiunea a început să fie populată de floră și faună. In 1895 aventurierul german „Hermann Eberhard” a găsit Scheletul de la Milodon” care era scheletul unui „Megatherium” care a trăit în pleistocen. „Peștera Milodon” se în partea estică a parcului fiind o atracție turistică. In anul 1906 a luat naștere la marginea de răsărit a parcului orașul „Cerro Castillo”. Inainte de declarea parcului se guvernul chilian, fostul proprietar al terenului pentru a crea pășuni pentru oi, a ars o mare parte din păduri. Azi regiunea începe din nou să se refacă. Parcul național a luat naștere în anul 1959 iar în anul 1978 a fost declarat biorezervat și patrimoniu mondial UNESCO. La 17 februarie 2005 un incendiu mare de pădure a distrus o suprafață de peste 15.000 ha. Incendiul a fost provocat prin neglijența unor turiști. Incălzirea globală a climei terestre se face resimțită și aici, aceasta s-a constatat prin topirea mai accelerată a gheții.

## Flora și fauna
Regiunea parcului are un relief foarte variat, existând piscuri înalte cu ghețari, la poalele  cărora se găsesc într-o vegetație de tundră lacuri numeroase, păduri de conifere, arbori din ordinul Pinales, Fagales, Berberidopsidales, flori numeroase printre care orhidee.
Fauna este reprezentată prin specii de guanako, nandu, păsări mai mici și condorul Anzilor. Administrația și întreținerea parcului se poate realiza prin venturile pe care le aduce turismul.